# Program Mars

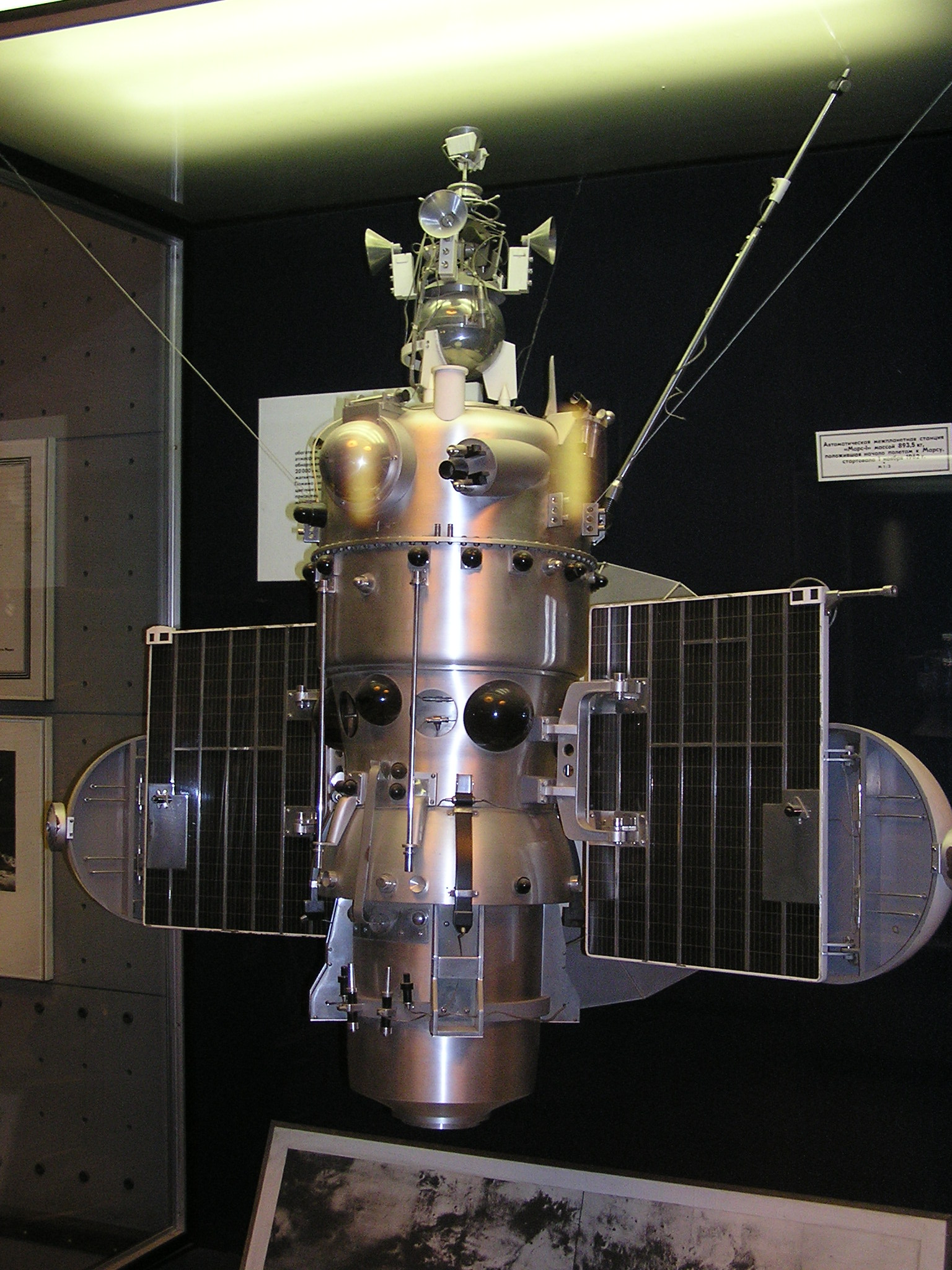
Model sondy Mars 1

Program Mars (ros. Марс) – program lotów radzieckich i rosyjskich bezzałogowych sond kosmicznych, których celem było badanie Marsa. Sondy programu Mars były wysyłane od 1960 do 1996 roku i różniły się od siebie pod względem konstrukcji i zadań. Były wśród nich sondy mające badać Marsa podczas bliskiego przelotu obok planety, lądowniki i orbitery. Program był prześladowany przez bardzo liczne awarie rakiet nośnych i samych sond. Większość misji zakończyło się całkowitą klęską. A te co nie, to zebrały bardzo mało danych. Dla ratowania wizerunku, wiele sond nie otrzymało oficjalnej nazwy lub otrzymało nazwę ukrywającą ich prawdziwy program misji. Z programem Mars blisko związany był lot sondy Zond 2 oraz program Fobos.

## Lista misji programu Mars
| Nazwa misji              | Data startu          | Uwagi                                                                            |
| ------------------------ | -------------------- | -------------------------------------------------------------------------------- |
| Mars 1960A, (Marsnik 1)  | 10 października 1960 | Awaria rakiety nośnej.                                                           |
| Mars 1960B, (Marsnik 2)  | 14 października 1960 | Awaria rakiety nośnej.                                                           |
| Sputnik 22, (Mars 1962A) | 24 października 1962 | Pozostał na orbicie wokółziemskiej.                                              |
| Mars 1                   | 1 listopada 1962     | Pierwszy przelot obok Marsa; awaria.                                             |
| Sputnik 24, (Mars 1962B) | 4 listopada 1962     | Pozostał na orbicie wokółziemskiej.                                              |
| Mars 1969A               | 27 marca 1969        | Awaria rakiety nośnej.                                                           |
| Mars 1969B               | 2 kwietnia 1969      | Awaria rakiety nośnej.                                                           |
| Kosmos 419               | 10 maja 1971         | Pozostał na orbicie wokółziemskiej.                                              |
| Mars 2                   | 19 maja 1971         | Pierwsze lądowanie na Marsie; rozbicie lądownika. Sztuczny satelita Marsa.       |
| Mars 3                   | 28 maja 1971         | Pierwsze miękkie lądowanie na Marsie; awaria lądownika. Sztuczny satelita Marsa. |
| Mars 4                   | 21 lipca 1973        | Planowany sztuczny satelita; minął planetę.                                      |
| Mars 5                   | 25 lipca 1973        | Sztuczny satelita Marsa.                                                         |
| Mars 6                   | 5 sierpnia 1973      | Lądowanie na Marsie; awaria lądownika.                                           |
| Mars 7                   | 9 sierpnia 1973      | Planowane lądowanie; lądownik minął planetę.                                     |
| Mars 96                  | 16 listopada 1996    | Pozostał na orbicie wokółziemskiej.                                              |